# Walter Kasten
Walter Kasten (* 28. Dezember 1902 in Halberstadt; † 25. Oktober 1984 in Linz) war ein österreichischer Kurator und langjähriger Leiter der Neuen Galerie der Stadt Linz, Wolfgang-Gurlitt-Museum.

## Leben und Wirken
Walter Kasten arbeitete ab 1947 arbeitete in der Neuen Galerie der Stadt Linz, Wolfgang-Gurlitt-Museum als Kustos und stellvertretender Leiter von Wolfgang Gurlitt, dessen engster Mitarbeiter er bereits in dessen Berliner Zeit gewesen war. Von 1957 (zunächst nur provisorisch für ein Jahr) bis 1973 leitete er die Institution.
Im Rahmen seiner Tätigkeit quittierte er 1951 den Empfang mehrerer Kunstwerke, die zum Zeitpunkt der Rückforderung durch die Erben der Kunstsammlerin Olga Jäger im Jahr 2006 nicht mehr auffindbar waren und um die ein Rechtsstreit mit der Stadt Linz geführt wurde. Im Februar 2018 tauchte dann eines dieser verschollenen Kunstwerke wieder auf. Die Klimt-Zeichnung Zwei Liegende befand sich in der Hinterlassenschaft der Ende 2017 verstorbenen Sekretärin von Direktor Kasten (Gertrude Merl). Die 1977 pensionierte Angestellte hatte den Leiter der Galerie auf Unregelmäßigkeiten bei der Dokumentation von Leihgaben hingewiesen. Walter Kasten übergab seiner Sekretärin daraufhin das Kunstwerk und verlangte ihr Stillschweigen.
1953 zählte er zu den Mitbegründern des „Kulturrings der Wirtschaft Oberösterreichs“ und war dann viele Jahre dessen Sekretär. Er verwaltete und betreute in dieser Eigenschaft ab 1957 das Egon-Hofmann-Haus. Nach seinem Tod 1984 übernahm Erika Kasten (1907–2014) für mehrere Jahre diese Aufgabe.
Er war Mitglied der Künstlervereinigung MAERZ und stellte dieser die Räumlichkeiten der Neuen Galerie immer wieder für deren Jahrespräsentationen zur Verfügung, bis sie 1968 eine eigene Galerie einrichten konnte.

## Auszeichnungen
- Berufstitel Professor
- Kulturpreis der Stadt Kapfenberg, 1970

## Publikationen
Kasten verfasste und veröffentlichte eine Reihe von Aufsätzen zur oberösterreichischen Kunstszene.
Oberösterreichische Kulturberichte
- 20 Jahre Kulturring der Wirtschaft Oberösterreichs. In: Oberösterreichischer Kulturbericht, Jahrgang 28 (1974), Folge 25.

Zeitschrift Linz aktiv
- Zwanzig Jahre jung. In: Linz aktiv, Heft 23, Linz 1967, S. 17–24.
- Gleich groß als Künstler wie als Förderer, Zur Gedächtnisausstellung für Egon Hofmann im Stadtmuseum Nordico. In: Linz aktiv Nr. 69, 1978, Impulse, S. VII–X.
- Atelierhaus für Künstler, beispielhaftes Mäzenentum. Eine Reminiszenz aus Anlass des 25-Jahr-Jubiläums des Kulturringes der Wirtschaft Oberösterreichs. In: Linz aktiv 73, Linz 1979, S. 51–56.
- Wie Oskar Kokoschka die Linzer Landschaft malte. Die Kontakte Oskar Kokoschkas zur Stadt Linz und die daraus erwachsende große Sammlung von Werken dieses Künstlers. In: Linz aktiv, 76, Linz 1980, S. 55–64.

Kunstjahrbuch der Stadt Linz
- Klimt, Klinger und Rahl in der Neuen Galerie der Stadt Linz. In: Kunstjahrbuch der Stadt Linz, Nr. 75, Linz 1975, S. 103–106.

Schriften zu Ausstellungen in der Neuen Galerie, Wolfgang-Gurlitt-Museum
- Herbert Dimmel zum 60. Geburtstag, Galerie der Stadt Linz, Wolfgang-Gurlitt-Museum, Linz 1954.
- Gedächtnisausstellung Hans Strigl (1897 bis 1956). Galerie der Stadt Linz, Wolfgang-Gurlitt-Museum, Linz 1957.
- Bruno Grimschitz. Neue Galerie der Stadt Linz, Wolfgang-Gurlitt-Museum, Linz 1958, 2. Auflage, Linz 1960.
- Der blaue Reiter und sein Kreis. Neue Galerie der Stadt Linz, Linz 1961.
- Paul Ikrath. Neue Galerie der Stadt Linz, Wolfgang-Gurlitt-Museum, Linz 1963.
- Renate Schwarzer. Neue Galerie der Stadt Linz, Wolfgang-Gurlitt-Museum, Linz 1963.
- Wilhelm Busch (1832 bis 1908), Gemälde – Zeichnungen – Bildgeschichten. Neue Galerie der Stadt Linz, Wolfgang-Gurlitt-Museum, Linz 1967.
- Zeitgenössische türkische Malerei, Graphik, Plastik, Architektur. Neue Galerie, Wolfgang-Gurlitt-Museum, Linz 1967.
- Wege und Experimente. Neue Galerie, Wolfgang-Gurlitt-Museum, Linz 1968.
- Constantin Brancusi, Zeitgenössische rumänische Graphik, Plakate, Photodokumentation. Neue Galerie der Stadt Linz, Linz 1968.
- Anton Mahringer. Neue Galerie der Stadt Linz, Wolfgang-Gurlitt-Museum, Linz 1970.
- Zeitgenössische venezianische Malerei, Graphik, Plastik, Kinetik, Objekte, Glas und Bijouterie aus Murano, italienische Plakate, die Toscana in Großfotos. Neue Galerie, Wolfgang-Gurlitt-Museum, Linz 1970.
- Georg Wolfgang Chaimowicz, Gemälde, Graphik. Neue Galerie der Stadt Linz, Wolfgang-Gurlitt-Museum, Linz 1973.

weitere Publikationen
- Eine Großtat im Dienst der Kunst. Das Atelierhaus des Kulturringes der Wirtschaft in Linz. In: Alte und moderne Kunst, Jahrgang 2, Wien 1957, Heft 11, S. 22–24 (hauspublikationen.mak.at).
- Alfred Kubin, sein Leben und Werk. In: Lenzinger-Zellwolle-Zeitung, Jahrgang 4, Lenzing 1958, Heft 12, S. 16.
- Zehn Jahre Neue Galerie Linz. In: Christliche Kunstblätter, Jahrgang 96, Linz 1958, Heft 4, S. 29.
- Kulturamt der Stadt Linz (Hrsg.): Egon Hofmann. Mit Beiträgen von Walter Kasten und Hermann Friedl sowie einer Selbstbiografie des Künstlers. Salzburg 1956.
- Egon Hofmann als Maler des Mühlviertels. In: Oberösterreich, Landschaft, Kultur, Wirtschaft, Fremdenverkehr, Sport, Jahrgang 7, 1957, S. 33–38.
- Hans Hofmann-Ybbs, Walter Kasten. Kunstverein Ulm, Ulm 1964.